# Wstęgowe rudy żelaziste

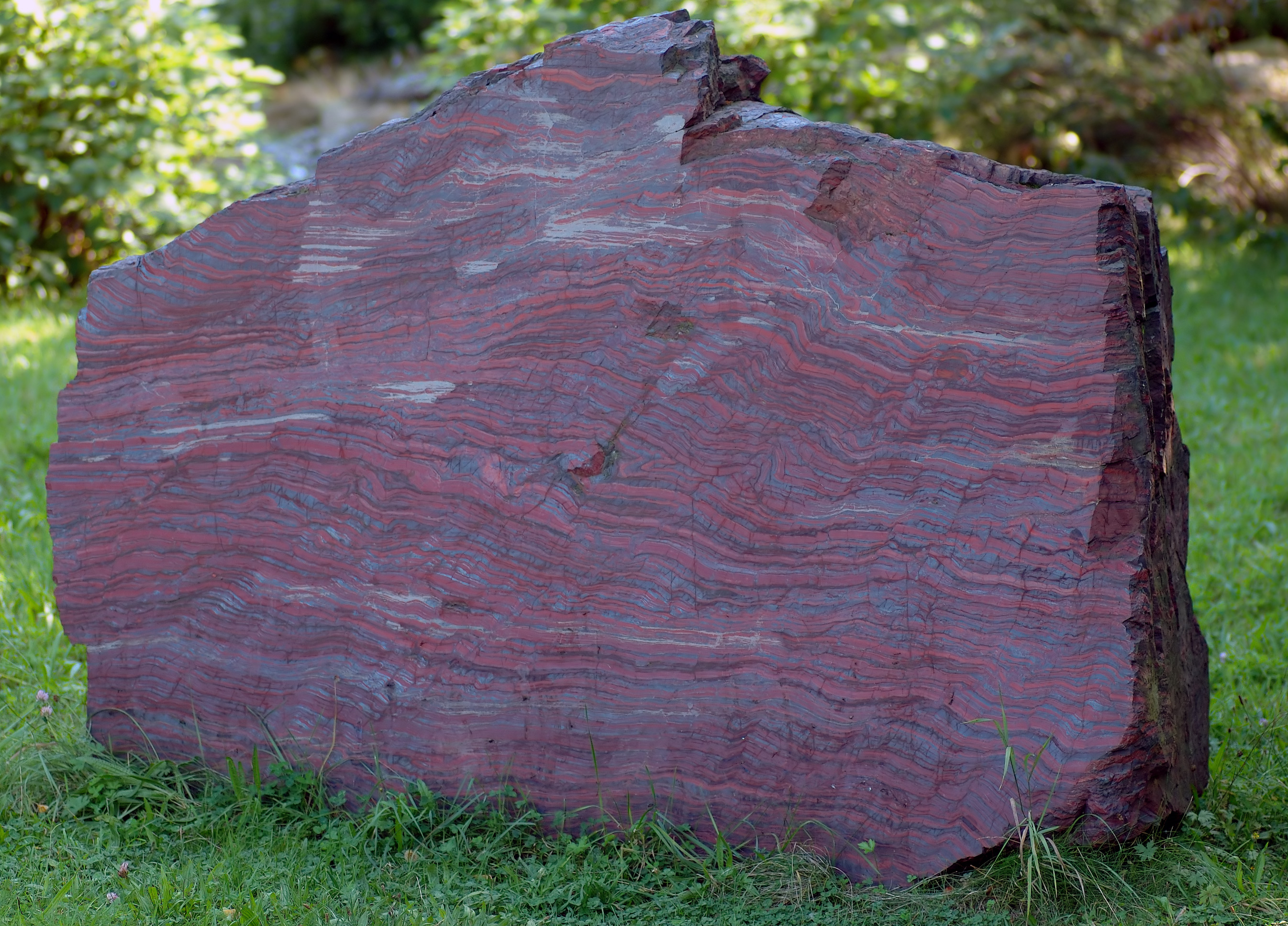
Blok skalny rudy liczącej 2,1 miliarda lat, prezentujący warstwowanie charakterystyczne dla wstęgowych rud żelazistych

Wstęgowe rudy żelaziste, wstęgowe formacje żelaziste, żelazista formacja wstęgowa (BIF, od ang. banded iron formation) – skały osadowe o charakterystycznym warstwowaniu lub laminacji, zawierające co najmniej 15% żelaza. Składają się z tlenków, siarczków lub węglanów żelaza przedzielonych cienkimi warstewkami czertów. Rudy te tworzą największe światowe złoża rud żelaza o znaczeniu gospodarczym i w drugiej połowie XX w. oraz w XXI w. są głównym źródłem wydobycia rud żelaza

## Opis

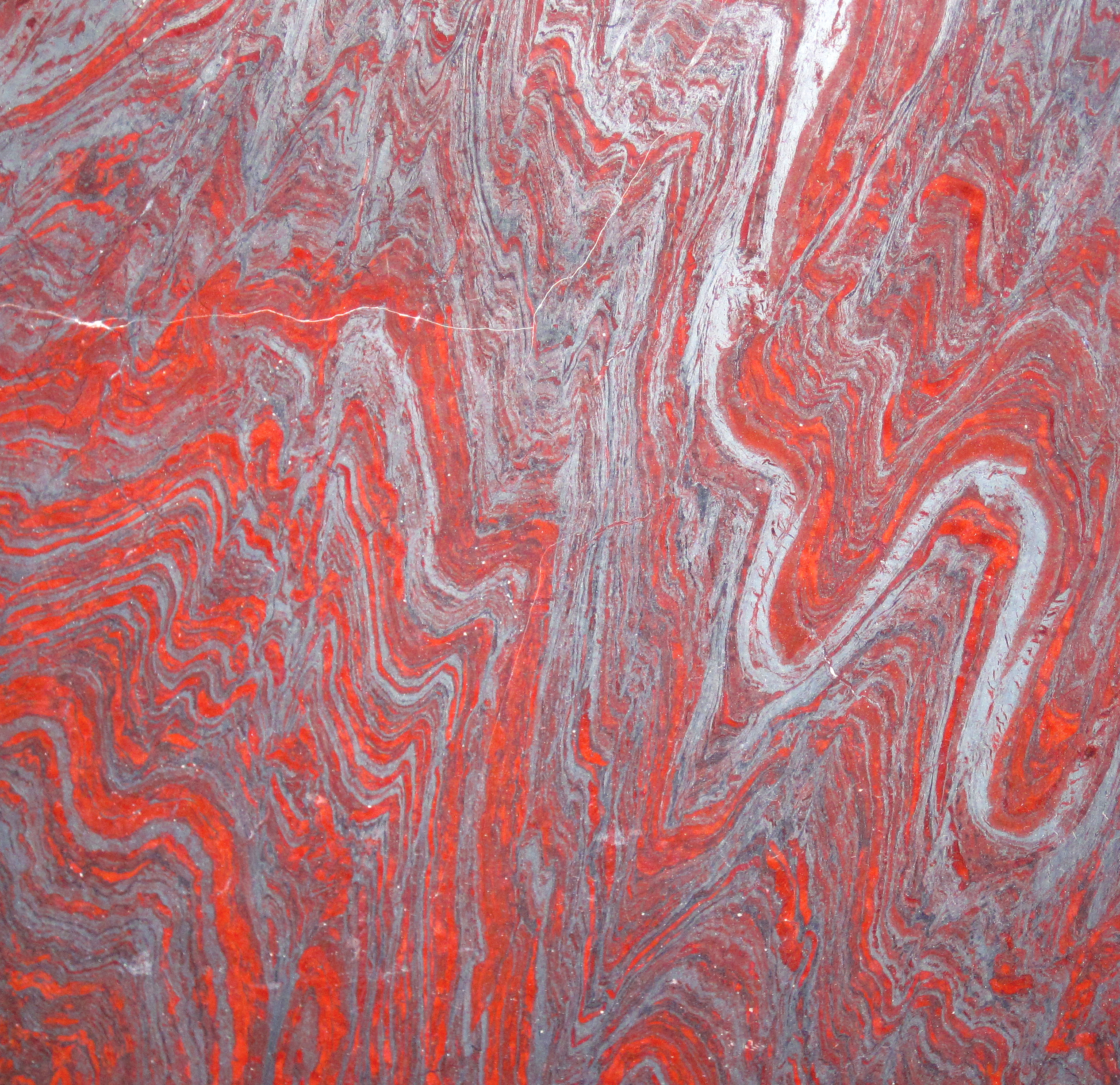
Paleoproterozoiczny jaspilit z Minas Gerais

Wstęgowe rudy żelaziste są gęstymi skałami złożonymi z warstw bogatych w żelazo ułożonych naprzemiennie z warstwami bogatymi w kwarc. Są charakterystyczne dla prekambru. Większość z nich ma 3,5–1,9 miliarda lat, w skałach fanerozoicznych praktycznie nie występują. Pochodzą głównie z eonu proterozoicznego, chociaż znane są także z eonu archaicznego. Ze względu na wiek większość z tych skał była poddana raz lub kilkukrotnie procesom orogenicznym, dlatego są one przeważnie sfałdowane lub zmetamorfizowane. Złoża wstęgowych rud żelazistych występują na wszystkich kontynentach. Wiele z nich ma znaczenie ekonomiczne.
Do wstęgowych rud żelazistych należy m.in. jaspilit i takonit.

## Pochodzenie
Wstęgowe rudy żelaziste powstawały w środowisku otwartego morza. Zawierają one hematyt, ale także magnetyt, w którym żelazo występuje na niższym stopniu utlenienia. Świadczy to o warunkach panujących w prekambryjskich morzach, w których do około 1,9 miliarda lat temu stężenie tlenu było niskie. Ich powstanie jest wiązane z różnymi czynnikami: wulkanizmem, odkładaniem się naprzemiennie żelaza i krzemionki w związku ze zmianami pór roku, utlenieniem osadów bogatych w żelazo w trakcie ich depozycji i wytrącaniem się z roztworu ze względu na panujące warunki redoks.
Wstęgowe rudy żelaziste występują w formacji Isua na Grenlandii, reprezentującej jedne z najstarszych skał na Ziemi (liczą ponad 3,8 miliarda lat). W paleoproterozoicznych skałach formacji Negaunee (2,11 mld lat) w pobliżu północnoamerykańskich Wielkich Jezior występują skamieniałości opisane jako Grypania spiralis, reprezentujące jedne z najstarszych znanych makroskopowych skamieniałości i przypuszczalnie jedne z pierwszych eukariontów (skręcone glony).
W oceanach wczesnego archaiku żelazo na drugim stopniu utlenienia (Fe2+aq), pochodzące z procesów hydrotermalnych, mogło być ważnym reduktorem dla procesów pierwotnej, anaerobowej fotosyntezy. W jej wyniku powstawał biogeniczny węgiel i tlenek żelaza(III), który odkładał się na dnie morza, co także mogło przyczyniać się do powstawania BIF. Na przełomie archaiku i proterozoiku bujny rozkwit mikroorganizmów fotosyntetyzujących spowodował wzrost zawartości wolnego tlenu w powietrzu (wielkie zdarzenie oksydacyjne). Przez długi czas tlen wytwarzany przez organizmy był wiązany chemicznie, wchodząc w reakcje z substancjami takimi jak związki zredukowanego żelaza. Skutkiem tego było odłożenie w płytkich morzach, w strefie upwellingu bogatych w żelazo wód głębinowych, największych w historii Ziemi ilości wstęgowych rud żelazistych (2,63–2,42 mld lat temu). Rezerwuary chemiczne zaczęły się jednak wypełniać; po ich wypełnieniu poziom tlenu w atmosferze znacznie wzrósł, co wiązało się także ze spadkiem temperatur. Ponad rudami żelaza na wielu kontynentach występują osady zlodowaceń hurońskich.

## Zanik
Około 1,9 miliarda lat temu tempo powstawania wstęgowych rud żelazistych znacznie spadło, aż wreszcie przestały się tworzyć. Wiązało się to prawdopodobnie ze wzrostem stężenia tlenu w atmosferze ziemskiej, albo poprzez wzrost zawartości tlenu w wodach morskich, albo w związku z polepszeniem cyrkulacji wód oceanicznych, wcześniej cechujących się silną stratyfikacją, z utlenioną warstwą powierzchniową i anoksyczną strefą wód głębinowych. Równocześnie z zanikiem wstęgowych rud żelazistych wzrosła ilość czerwonych osadów krzemionkowych; zawarty w nich hematyt często tworzył się jako minerał wtórny wskutek utleniania innych minerałów żelaza. Jako jedną z możliwych przyczyn wymieszania wód oceanicznych wskazano uderzenie planetoidy w dno morskie 1,85 miliarda lat temu, na obszarze dzisiejszej Kanady, które utworzyło krater Sudbury, jeden z największych zachowanych na Ziemi. Jednak wstęgowe rudy żelaziste występują jeszcze w skałach z Australii młodszych niż 1,8 mld lat, zatem zanik BIF na świecie miał charakter stopniowy i diachroniczny.
Prawie miliard lat później, około 800 milionów lat temu (neoproterozoik) wstęgowe rudy żelaziste na krótko pojawiły się ponownie w zapisie kopalnym. Ich powstanie było skorelowane w czasie ze zlodowaceniami kriogeńskimi, które dotknęły w tym czasie Ziemię, co stało się jedną z podstaw modeli globalnego zlodowacenia. W oceanach skutych pokrywą lodową mogły wystąpić warunki beztlenowe, co doprowadziłoby do wzrostu stężenia jonów żelaza; po ustąpieniu zlodowaceń utlenienie żelaza mogło spowodować powstanie rudy. Jednakże najstarsze neoproterozoiczne BIF powstały przed zlodowaceniami, a ich tworzenie się wiązane jest raczej z procesami ryftowymi, które rozerwały superkontynent Rodinii. Po ustąpieniu zlodowaceń kriogeńskich wstęgowe rudy żelaziste generalnie zniknęły z zapisu kopalnego. Nieoczekiwanie w 2018 roku w zachodnich Chinach zidentyfikowano najmłodsze skały tego rodzaju, pochodzą one sprzed 527 milionów lat (terenew, najstarszy kambr) i wskazują, że zmiany chemizmu oceanów na przełomie proterozoiku i fanerozoiku następowały stopniowo i diachronicznie.